# Comicplus+

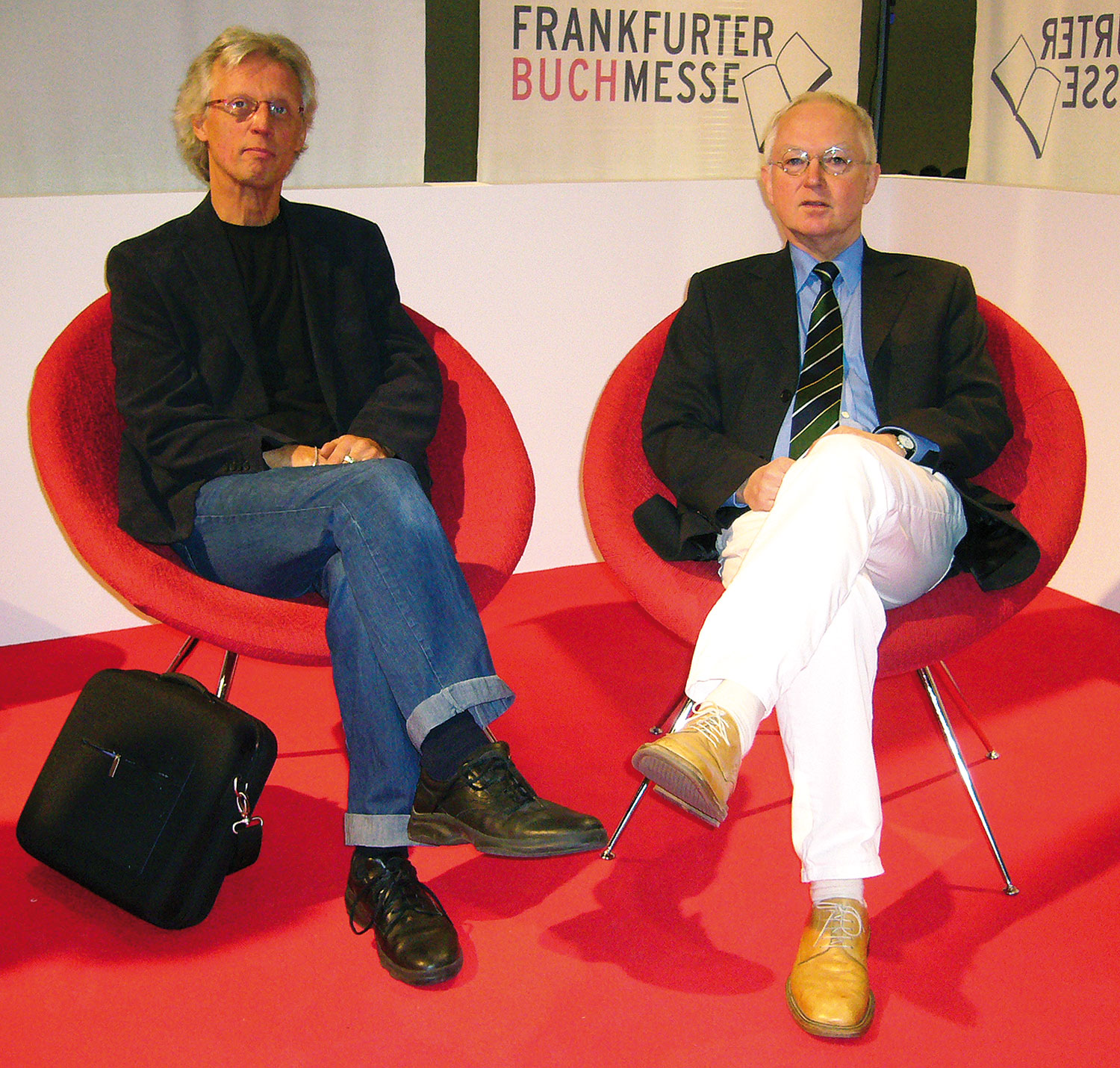
Peter Hörndl und Eckart Sackmann, Frankfurter Buchmesse 2010

comicplus+ ist ein deutscher Comicverlag, der Anfang 1985 von Eckart Sackmann, einem ehemaligen Lektor bei Carlsen, und dem Grafik-Designer Peter Hörndl gegründet wurde.

## Entwicklung
Das Verlagsprogramm umfasste anfangs Comics für Kinder und ältere Leser und deckte dies sowohl mit Funny-Serien von André Franquin, Albert Uderzo und Jean Roba als auch mit Titeln für Erwachsene wie Anna Stein oder Im Schatten des Neumonds ab.
Seit Ende der 1990er Jahre sind die Kindercomics aus dem Neuheitenangebot verschwunden, das jetzt bestimmt wird von Serien, die sich an Jugendliche und erwachsene Leser wenden (Zehn Gebote, Tramp, Quintett, Das geheime Dreieck etc.). Auch viele deutschsprachige Autoren, etwa Ronald Putzker, Martin Frei, Matthias Schultheiss und Franz Zumstein, wurden bei comicplus+ verlegt. 2012 nahm sich der Verlag der Neuedition des Klassikers Winnetou von Helmut Nickel an.
Ferner erschienen bei comicplus+ mehrere Sekundärbände, darunter die Dokumentation Deutschsprachige Comic-Fachpresse, mit einer Einleitung zum Entstehen der deutschen Comicszene. Seit 2005 widmet sich Eckart Sackmann mit der jährlich erscheinenden wissenschaftlichen Buchreihe Deutsche Comicforschung der Erforschung des Comic im deutschsprachigen Raum.
Im Verlag Sackmann und Hörndl erschienen von 1987 bis 2001 auch die Zeitschrift RRAAH!, das zu seiner Zeit führende deutsche Comic-Fachblatt. Seit 2005 bringt der Verlag das Gratisheft Comics Info heraus, welches jedes Jahr im Mai und November in einer Auflage von 10.000 Exemplaren erscheint. Vorläufer war das von Steffen Boiselle gegründete und ebenfalls kostenlose Magazin Comics & mehr, das von Eckart Sackmann und Peter Hörndl gestaltet wurde.
Einen Überblick über die Verlagsgeschichte bietet der zum 25-jährigen Jubiläum 2010 erschienene Band Die Comics mit dem großen Plus+. Nach 35 Jahren stellten die Herausgeber im Sommer 2020 ihr Verlagsprogramm weitestgehend ein. Zum Abschied erschien im Mai 2020 der Band Alles kommt, wie′s kommen muss, der an die Verlagsrückschau zum 25-jährigen Jubiläum von comicplus+ anknüpft. Im Editorial des Buches schreibt Eckart Sackmann, es sei kein Abschied in Wehmut, sondern „in dem Bewusstsein, 35 Jahre lang ein nicht ganz unerheblicher Teil der Comicszene gewesen zu sein […] – nun kommen andere an die Reihe“. In darauffolgenden Jahren erschienen nur noch vereinzelt Comictitel, der Betrieb wurde sukzessive zurückgefahren und die Lagerbestände aufgelöst.
Zum Jahreswechsel 2024/25 schied der Teilhaber Peter Hörndl aus gesundheitlichen Gründen aus dem Verlag aus, der jetzt Verlag Eckart Sackmann heißt.

## Veröffentlichungen (Auswahl)

### Comics
- Giroud, Frank (Text) und diverse (Zeichnungen): Zehn Gebote Gesamtausgabe. Leipzig 2014–15. 5 Bände, Hardcover, vierfarbig, ISBN 978-3-89474-304-8.
- Martin, Jacques (Text) und André Juillard (Zeichnungen): Arno Gesamtausgabe. Leipzig 2019, 176 Seiten, Hardcover, farbig, ISBN 978-3-89474-308-6.

### Fachliteratur
- Deutsche Comicforschung 2025 – Band 21. Eckart Sackmann (Hg.), Leipzig 2024, 144 Seiten, Hardcover, etwa 400 Abbildungen in Farbe, ISBN 978-3-89474-329-1.